# جون س. إنجلاند
جون س. إنجلاند (بالإنجليزية: John C. England)‏ هو ضابط أمريكي، ولد في 11 ديسمبر 1920 في هاريس في الولايات المتحدة، وتوفي في 7 ديسمبر 1941 في بيرل هاربر في الولايات المتحدة.